# Abbaye Notre-Dame d'Aiguebelle
Pour les articles homonymes, voir Abbaye Notre-Dame et Aiguebelle.
L'abbaye Notre-Dame d'Aiguebelle est une abbaye cistercienne française fondée par l'abbaye de Morimond en 1137 aux confins du Dauphiné et de la Provence, dans les communes actuelles de Montjoyer et Réauville dans le département de la Drôme.

## Situation et toponymie
L'abbaye est située dans un vallon boisé, en rive droite de la Vence, un peu au-dessus de deux cents mètres d'altitude.
Le nom « Aiguebelle » vient de aqua bella, signifiant la pureté de la ressource hydraulique.

## Histoire

### Fondation
La fondation date du 26 juin 1137, quand un abbé vient de Morimond avec douze moines, suivant la tradition cistercienne, pour fonder une abbaye en ce lieu ; la charte rédigée postérieurement montre que les terres ont été données aux moines par Gontard de Loup, seigneur de Rochefort.
Le monastère d'Aiguebelle existe déjà au XIIe siècle : il possède alors les terres de Montjoyer et Réauville. En 1281, l'abbé d'Aiguebelle donne au comte de Provence (frère de Saint-Louis) la terre de Réauville.

### Moyen Âge
Le monastère est aménagé selon une configuration différente de l'actuelle, nombre d'édifices ayant été détruits ; très vite, les alentours de l'abbaye sont aménagés par les moines, qui y implantent des granges ; la plus proche de ces granges donne plus tard naissance au village de Montjoyer. La prospérité caractérise les XIIe et XIIIe siècles ; en revanche, les ravages de la guerre de Cent Ans appauvrissent fortement le monastère.
Par la suite, Aiguebelle, et les terres de Réauville et Montjoyer, resteront dépendantes de la province de Provence avant d'être rattachées, après la Révolution française, au département de la Drôme (comme tout le comté de Grignan de Provence).

### La commende et la Révolution
En 1791 pendant la Révolution française, les moines sont chassés de l'abbaye, leurs terres sont saisies et vendues. L'absence de moines à Aiguebelle dure 25 ans. Ce sont des trappistes venant de Suisse qui rétablissent l'abbaye en 1815.

### La restauration de l'abbaye
Dès 1815, des cisterciens-trappistes sont venus reprendre le flambeau sous la direction du père Étienne. Ils trouvent l'abbaye dans un triste état : seules la cuisine et le réfectoire des moines sont à peu près intacts ; le réfectoire des convers et la salle capitulaire ont été transformés en écurie, le chauffoir en cave à vin, le cloître en stockage de fumier, l'église en étable et en bergerie ; les bras du transept n'ont plus ni voûtes ni toiture.
Les premiers travaux durent jusque vers 1847 : un nouveau clocher de trente-cinq mètres est construit (démoli depuis), ainsi qu'un plus modeste clocher-mur ; l'abbatiale est également dotée d'un jubé ainsi que d'une tribune. Enfin, le cloître est recrépi, l'église blanchie et sa façade est refaite. Cette première campagne est suivie d'une deuxième visant les bâtiments conventuels, ainsi que l'hôtellerie et les jardins. Puis une seconde restauration vise l'église en 1856 ; l'hôtellerie est reconstruite plus haut sur le plateau en 1868, l'ancienne étant dorénavant utilisée comme infirmerie ; une hôtellerie féminine voit également le jour en 1884.
La communauté est extrêmement florissante ; elle compte 233 moines en 1850. Ils reprennent leurs activités traditionnelles (élevage et agriculture), puis diversifient leur production avec des activités plus artisanales. Ils fabriquent alors des chapelets, des balais, des corbeilles d'osier, etc. Entre 1841 et 1877, il y a une fabrique de draps ainsi qu'une minoterie en 1867. Puis la chocolaterie est l'activité principale et devient la première industrie d'Aiguebelle. Mais les moines ne sont pas assez nombreux et des ouvriers sont embauchés. Les moines s'occupent des activités spirituelles, culturelles et sociales de cette population. Mais le nombre d'ouvriers augmentant, et la vocation d'un monastère étant la prière et la méditation, la chocolaterie est transférée en 1895 à Donzère.
La communauté est à l'origine de plusieurs fondations à partir de 1843 avec l'abbaye Notre-Dame de Staouëli en Algérie, puis d'autres, comme l'abbaye Notre-Dame-des-Neiges où séjourna le Père de Foucauld.
Un essaim de séismes qui dure du 14 juillet au 15 août 1873 et dont l’épicentre est situé à Châteauneuf-du-Rhône occasionne des dégâts à l’abbaye. Leur intensité allait jusqu’à VII-VIII sur l’échelle MSK.

### AuXXesiècle
De 1914 à 1918, l'infirmerie de l'abbaye devient provisoirement un hôpital accueillant les soldats blessés de la Première Guerre mondiale. Durant la seconde, l'abbaye comptant environ 75 moines, ceux-ci fabriquent clandestinement de fausses cartes d'identité distribuées aux réfractaires au STO. Par ailleurs, la communauté accueille des réfugiés à l'abbaye à partir de la fin 1942, cachés dans les annexes de la distillerie ; des Juifs sont également accueillis, et déguisés en ouvriers agricoles. Des fermes dépendant du monastère cachent des groupes de résistants de l'Armée secrète, et des armes auraient été cachées par l'armée en juin ou juillet 1940 dans la chaudière de l'édifice. En avril 1944, une perquisition de la Gestapo ne donne aucun résultat, mais les policiers nazis menacent les moines d'incendier l'abbaye.
Aiguebelle abrite toujours actuellement une communauté de 22 moines cisterciens-trappistes de 45 à 96 ans. Elle accueille des postulants, comme Jean Bourgoint, futur frère Pascal de la Trappe de Cîteaux, qui y fit un séjour en 1933 ; ou bien Frère Luc, l'un des sept moines de Tibhirine, qui y fit son noviciat et y séjourna, jusqu'en 1946. Il y passa plusieurs séjours par la suite.

## Filiation et dépendances

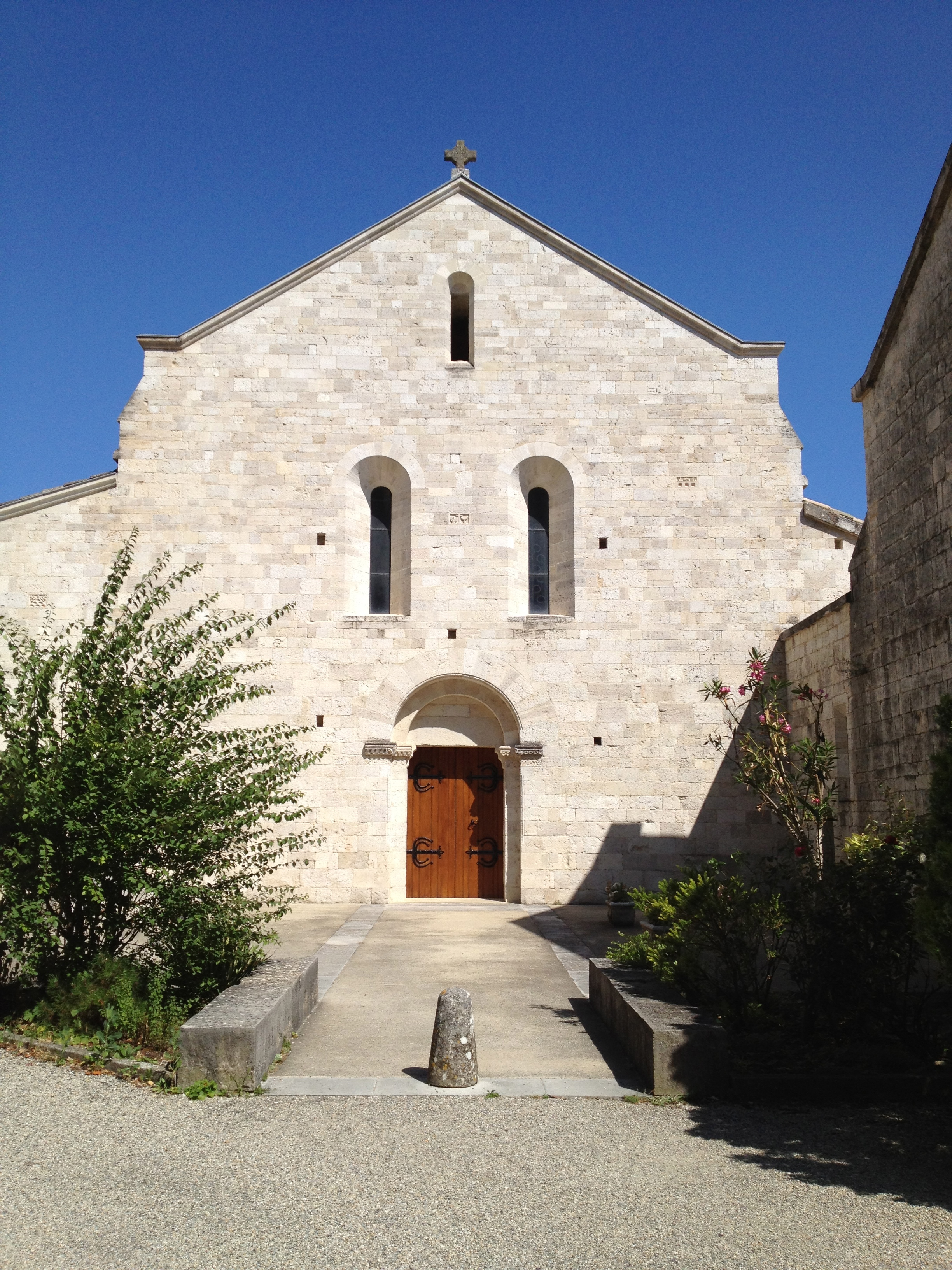
Façade de l'abbatiale.

Notre-Dame d'Aiguebelle est fille de l'abbaye de Morimond
Depuis 1815, l'abbaye a fondé plusieurs autres monastères : l'abbaye Notre-Dame-des-Neiges (Ardèche), l'abbaye Notre-Dame de Staouëli, puis l'abbaye Notre-Dame de l'Atlas, à Tibhirine, en Algérie, communauté transférée aujourd'hui à Midelt au Maroc, l'abbaye Sainte-Marie du Désert (Haute-Garonne), d'Acey (Jura), des Dombes (Ain), de Bonnecombe (Aveyron) et Koutaba (Cameroun).

## Architecture
L'abbaye a conservé, malgré quelques démolitions et de nombreuses restaurations, la plus grande partie des bâtiments conventuels médiévaux : église, cloître, sacristie, chapitre, salle des moines, réfectoire, cuisine et tout le bâtiment des convers. C'est le seul monastère cistercien en France, avec l'abbaye de Fontfroide, à avoir encore la ruelle des convers primitive.

## Liste des abbés
- 1137-1160 : Guillaume Ier
- 1160-1173 : Albéric Ier
- 1173-1190 : Aymard Adhémar de Monteil
- 1190-1202 : Albéric II
- 1202-1228 : Elzéar
- 1228-1236 : Pierre Ier
- 1236-1246 : Guillaume II Hugues Adhémar de Monteil
- 1246-1247 : Raymond Ier
- 1247-1250 : Géraud Ier de Gaugat
- 1250-1251 : Géraud II de Reynat
- 1251-1255 : Pons Ier
- 1255-1259 : Pierre II Adhémar de Monteil
- 1259-1261 : Richard
- 1261-1270 : Pierre III
- 1270-1289 : Pons II
- 1289-1295 : Juste de Visan
- 1295-1304 : Raymond II
- 1304-1316 : Étienne Ier
- 1316-1323 : Guillaume III
- 1323-1344 : Guillaume IV de Valsaintes. Il reçut cette abbaye du pape Jean XXII. Il était précédemment abbé de Valsaintes, sous le nom de Guillaume II.
- 1344-1350 : Étienne II
- 1350-135? : Renaud Ier de Guitard
- 135?-1356 : Raymond III
- 1356-1371 : Guillaume V de Reynaud
- 1371-1379 : Guillaume VI du Pont
- 1379-1380 : Arnaud Malarse
- 1380-1396 : Pons III de Saint-Bonnet
- 1396-1411 : Renaud II Astier
- 1411-1426 : Pierre IV Régis
- 1426-1431 : Jausserand Ier Guillaume
- 1431-1433 : Guillaume VII
- 1433-1437 : Jausserand II de Villiers (1)
- 1437-1440 : Isnard
- 1440-1442 : Jausserand II de Villiers (2)
- 1442-1450 : Jean Ier d’Urne
- 1540-1462 : Antoine Ier Dauphin
- 1462-1490 : Antoine II de Martel
- 1490-1508 : Louis de Grolée
- 1508-1515 : Jean II Antoine Laseyte
- 1515-1571 : Jacques Ier de Vesc
- 1571-1601 : Adrien de Bazemont
- 1601-1607 : Étienne III Adam de Sompi
- 1607-1609 : Vacance
- 1609-1620 : Marc de La Salle
- 1620-1656 : François Ier de Castellane-Adhémar de Monteil de Grignan
- 1656-1659 : Ange-Gabriel Ier de Castellane-Adhémar de Monteil de Grignan
- 1659-1697 : Jean-Baptiste de Castellane-Adhémar de Monteil de Grignan
- 1697-1700 : Jacques II de Saussay
- 1700-1708 : François II Le Tellier de Louvois
- 1708-1725 : Godefroy-Maurice de Brienne de Conflans d’Armentières
- 1725-1734 : Paul de Durfort d’Eymé
- 1734-1763 : Antoine III de Gallet de Coulanges
- 1763-1790 : Jacques III de Thomassin de Peynier, fils de Louis de Thomassin de Peynier
- 1790-1815 : Suppression
- 1815-1837 : Étienne IV Malmy
- 1837-1852 : Orsise Carayon
- 1852-1854 : Marie-Bonaventure Charayon
- 1854-1882 : Gabriel II Monbet
- 1882-1923 : Marie-Isidore-Etienne-Raymond Abric
- 1923-1946 : Bernard Ier Delauze
- 1946-1956 : Eugène Court
- 1956-1964 : Ignace Gillet
- 1964-1977 : Jean de la Croix Przyluski
- 1977-1983 : Jean IV Tyszkiewicz
- 1983-1989 : Bernard II Lefebvre
- 1989-1995 : Aelred Girardon
- 1995-1996 : Vacance
- 1996-2006 : André Barbeau
- 2006-2008 : Georges Guinand
- 2008-2010 : Jacques IV Emmanuel Voisin
- 2010-2018 : Éric Antoine
- 2018-2024 : (Supérieur ad nutum) Père Georges Delomier
- 2025- : (Supérieur ad nutum) Père Alexis Vergon

Source : Dictionnaire d'Histoire et de Géographie ecclésiastique